# Strategia dei prezzi predatori
La strategia dei prezzi predatori o dumping è una strategia d'impresa per difendere la propria quota di mercato dall'ingresso di nuove imprese concorrenti sul mercato, riducendo il prezzo di vendita del bene/servizio al di sotto dei costi marginali di produzione, al fine di mettere in difficoltà la nuova impresa e costringerla a uscire dal mercato. 

## Caratteristiche
La strategia dei prezzi predatori crea una barriera all'entrata sul mercato. Ad esempio, in un mercato di monopolio l'unica impresa operante (monopolista) applica un prezzo determinato dall'uguaglianza tra i costi marginali e ricavi marginali, in modo da massimizzare i propri profitti. Quando un'impresa outsider entra nel mercato, l'impresa monopolista riduce il prezzo di vendita del bene/servizio al di sotto del costo marginale di produzione (prezzo predatorio) riducendo il proprio profitto o, in casi estremi, anche generando una momentanea perdita di esercizio. Il prezzo di mercato più basso mette in difficoltà l'impresa entrante, la quale non beneficia delle economie di scala dell'impresa monopolista, fino a costringerla a uscire dal mercato. La perdita registrata dall'ex impresa monopolista (predatore) durante la strategia dei prezzi predatori viene successivamente compensata dal ritorno ai profitti di monopolio, una volta estromessa dal mercato l'impresa concorrente. All'impresa monopolista conviene adottare la strategia predatoria sui prezzi soltanto se il valore attuale dei futuri profitti di monopolio è superiore al valore delle perdite generate dalla strategia stessa nel breve periodo. 

## Minaccia di prezzi predatori
L'impresa monopolista può minacciare l'impresa entrante di applicare una strategia predatoria, in modo tale da spingerla a rinunciare all'ingresso nel mercato. La minaccia consente all'impresa monopolista di beneficiare del valore attuale dei profitti futuri di monopolio senza subire alcuna perdita nel breve periodo. È però necessario che si tratti di una minaccia credibile, in caso contrario non sarebbe presa in considerazione dall'impresa entrante.

### Minaccia non credibile
La minaccia di applicare la strategia del prezzo predatorio non è credibile quando le imprese sono identiche (simmetria) ossia sono dotate della stessa tecnologia e delle stesse informazioni. In tale circostanza l'impresa entrante è consapevole che, restando nel mercato, costringerebbe l'impresa ex-monopolista ad accettare l'equilibrio di duopolio. All'impresa ex-monopolista non conviene applicare a lungo la strategia predatoria poiché, avendo la stessa capacità produttiva e la stessa tecnologia dell'impresa entrante, subirebbe le medesime perdite di profitto. L'impresa ex monopolista è consapevole dell'evoluzione razionale del gioco in condizioni di perfetta simmetria e, pertanto, non applica la strategia del prezzo predatorio dopo l'ingresso della nuova imprese nel mercato.

### Minaccia credibile
La minaccia del prezzo predatorio è credibile quando le imprese hanno caratteristiche diverse (asimmetria) ossia hanno differenti tecnologie, informazioni, risorse finanziarie e struttura dei costi, efficienza produttiva, ecc. Se l'impresa ex-monopolista è più efficiente, subisce minori perdite di profitto rispetto all'impresa entrante e, quindi, può applicare i prezzi predatori molto più a lungo. In questo caso la minaccia di applicare la strategia dei prezzi predatori è credibile e la nuova impresa evita di entrare nel mercato. È importante sottolineare che, in questo caso, la differenza tra le due imprese può essere reale ma anche soltanto percepita. Le imprese non hanno le stesse informazioni. Ad esempio, l'impresa entrante potrebbe sopravvalutare l'efficienza dell'impresa monopolista, prendendo la decisione di non entrare sul mercato sulla base di un'informazione percepita non corrispondente con la realtà (asimmetria percepita). È quindi interesse dell'impresa monopolista distorcere le informazioni reali o, perlomeno, aumentare l'incertezza sulle informazioni disponibili.

## Antitrust
La politica antitrust può impedire l'attuazione della strategia del prezzo predatorio sanzionando il ribasso sospetto del prezzo di vendita dei beni/servizi. In tali circostanze l'impresa ex-monopolista è costretta ad adottare una politica accomodante nei confronti dell'impresa entrante. Qualsiasi minaccia di attuare la strategia del prezzo predatorio è considerata non credibile anche se l'impresa ex-monopolista è più forte di quella entrante (asimmetria percepita).

## Effetti sul benessere sociale
La strategia del prezzo predatorio migliora temporaneamente il benessere sociale, poiché la riduzione dei prezzi aumenta la rendita del consumatore. Si tratta, tuttavia, di un fenomeno temporaneo in quanto è finalizzato soltanto ad espellere l'impresa entrante dal mercato. Una volta ottenuto il risultato, l'impresa vincente può tornare ad applicare una politica da monopolista, aumentando il prezzo di vendita sul mercato. In conclusione, nel breve periodo la strategia del prezzo predatorio migliora il benessere sociale, ma nel lungo periodo, una volta tornati in regime di monopolio, lo riduce rispetto ai benefici ottenibili in un mercato di duopolio. 